# Ondrej Spodniak (podnikatel)
Ondrej Spodniak (* 30. dubna 1981) je český podnikatel a zakladatel developerské společnosti Premiot Group.

## Životopis
Ondrej Spodniak se narodil 30. dubna 1981. V mládí hrál na basovou kytaru v kapele. Na přelomu tisíciletí vydělával prodejem mobilních telefonů. Později založil stavební firmu a začal se specializovat na opuštěné budovy bývalého JZD a následně se zaměřil i na advokátní a poradenskou činnost. V roce 2008 začal skupovat projekty výstavby studentského bydlení v Londýně.
V roce 2010 získala jím založená skupina REMDOX kontrakt od thajského hotelového řetězce Dusit na výhradní zastoupení na Maledivách, Srí Lance a v Indii. Spodniak se na Srí Lanku přestěhoval a tři a půl roku na ní žil. V roce 2014 se vrátil do Česka, kde založil investiční a developerskou společnost Premiot Group a.s.. Společnost kromě Česka začala působit také v Londýně a Budapešti, od roku 2020 i v Athénách. Během pandemie covidu-19, v únoru 2021, společnost zahájila rozsáhlou rekonstrukci hotelu Karolina v Harrachově za 240 milionů Kč.
Mezi koníčky Ondreje Spodniaka patří bigbítová muzika a bojové sporty. Současně také přednáší na konferencích pro podnikatele a vystupuje v médiích s radami ohledně investic.
V roce 2023 vyšlo najevo, že jeho investiční společnost Premiot neplní své závazky.